# Mai hoa thung
Mai hoa thung (梅花樁), Mai hoa trang 梅花桩, hay gọi chính xác hơn là Mai hoa thung pháp (phép tập trên cọc gỗ mai hoa) là một công phu tập luyện võ thuật nổi tiếng của võ thuật Trung Hoa, nhằm luyện cho thân thể cùng bộ pháp linh động, chính xác trên các cọc cây (thung). Mai hoa thung pháp rất có thể xuất xứ ban đầu từ Thiếu Lâm tự và/hoặc Ngũ Mai lão ni.

## Kỹ thuật
Đây là công phu rất khó luyện, thường chỉ dành cho các quyền sư cao đẳng luyện tập và thi đấu để định lượng tài sức của bản thân và của người khác.
Khởi sự người tập luyện Mai hoa thung thường không bắt đầu đứng trên các cọc gỗ mà dùng phấn hay sơn vẽ vài đóa hoa mai trên mặt đất để tập, cánh hoa này cách cánh hoa khác khoảng 8 tấc đến 1 thước 20 phân, được xếp lộn xộn không thứ tự. Mỗi đóa hoa gồm 5 vòng tròn làm cánh hoa và mỗi cánh hoa cách nhau 4 tấc, đường kính cánh hoa (vòng tròn) lớn 1 tấc 20. Vẽ xong người tập vẽ một hai đóa là hư thung (được đánh dấu riêng). Khi luyện thì đứng vào cánh hoa thực của một đóa hoa, khi đứng chỉ dùng mỗi chân trên một cánh hoa và sử dụng đầu ngón chân để bấm xuống cho chắc, tính toán trước thứ tự bước rồi tiến hành nhảy (ví dụ: trái 3, phải 4, trước 5, sau 2 không nhất thiết là bao nhiêu. Thường tốt nhất là có người đứng bên đọc số và người tập nhảy vào cánh hoa theo số thứ tự nghe được, ví dụ hô: bên phải, đóa thứ 2; đằng sau, đóa thứ 3 v.v. Thường người tập cố gắng tránh các đóa hư thung và khi nhảy mũi bàn chân phải đạp đúng vòng tròn của cánh hoa. Khi ở trên thung mà đạp sai sẽ bị ngã hoặc lảo đảo đứng không vững, do đó cần song luyện cả nhãn lực cho tinh tường.
Sau khi đã luyện tập thành thục khiến bộ pháp trở nên chính xác hoàn hảo, người tập mới tiến hành đóng cọc gỗ xuống đất để luyện nhảy trên các cọc. Dùng loại gỗ cứng chắc dài khoảng 1 mét 20, đường kính 6-7 phân, đem chôn theo hàng các cánh hoa như đã vẽ trên mặt đất. Phần chôn xuống sâu độ 6 tấc tây và phải nện đất thật cứng để di chuyển không bị lung lay. Các hư thung thì ngắn nên chỉ cần sâu chừng một tấc, gốc cột chỉ nện đất sơ sài để nếu bước nhầm lên là ngã.
Khi tập trên thung cũng tương tự như tập trên mặt đất, nhảy nhót theo quy ước hoặc nhảy nhót tự do trên các thung thực và tránh các hư thung. Khi người tập thành thục dần thì nâng độ cao của cọc lên hai mét hay hơn, thậm chí đóng những cọc vạt nhọn, đao, thương xen kẽ ở dưới để tập (nếu té ngã có thể vong mạng). Người tập cũng có thể nhảy nhót tùy ý hoặc đánh các bài quyền với tấn pháp quy ước của bài. Ngoài ra, người tập thường mang theo giáp chì, các vòng đồng bọc thêm vào cổ chân để luyện sự linh hoạt cho đôi chân.

## Ứng dụng
Mai hoa thung pháp được luyện thành thục sẽ giúp cho người luyện có một bộ pháp linh hoạt, tấn pháp vững chắc, chuẩn xác. Những cuộc tỷ thí võ công trình độ cao trên các cọc gỗ đóng theo hình mai hoa rất nổi tiếng trong lịch sử võ lâm Trung Hoa. Các quyền sư thường đóng trên mặt đất nhiều cọc gỗ rất cao theo hình hoa mai (5 cọc trên 5 cánh hoa, đôi khi có thêm 1 cọc ở giữa tượng trưng cho nhị hoa), đi quyền hoặc song đấu với một người khác trong tư thề hai chân di chuyển tấn pháp trên các cây cọc. Người nào ngã xuống đất, tức không còn đứng trên cọc, bị xem là thua cuộc.